# Toyós
Toyós är en ort i Honduras.   Den ligger i departementet Departamento de Yoro, i den västra delen av landet, 170 km norr om huvudstaden Tegucigalpa. Toyós ligger 61 meter över havet och antalet invånare är 2 530.
Terrängen runt Toyós är varierad. Runt Toyós är det ganska glesbefolkat, med 32 invånare per kvadratkilometer. Närmaste större samhälle är Mezapa, 3,7 km norr om Toyós. 